# Kumi Kōda/Diskografie
Diese Diskografie ist eine Übersicht über die musikalischen Werke der japanischen Sängerin Kumi Kōda. Den Schallplattenauszeichnungen zufolge hat sie bisher mehr als 37,4 Millionen Tonträger verkauft. Ihre erfolgreichsten Veröffentlichungen sind die Kompilationen Best: First Things und Best: Second Session mit je über zwei Millionen verkauften Einheiten.

## Alben

### Studioalben
| Jahr | Titel                                   | Höchstplatzierung, Gesamtwochen, AuszeichnungChartsChartplatzierungen (Jahr, Titel, Platzierungen, Wochen, Auszeichnungen, Anmerkungen) | Anmerkungen                                                      |
| Jahr | Titel                                   | JP | Anmerkungen                                                      |
| ---- | --------------------------------------- | --- | ---------------------------------------------------------------- |
| 2002 | Affection                               | JP12 (6 Wo.)JP | Erstveröffentlichung: 27. März 2002 Verkäufe JP: + 91.360        |
| 2003 | Grow into One                           | JP8 Gold · (43 Wo.)JP | Erstveröffentlichung: 19. März 2003 Verkäufe JP: + 201.033       |
| 2004 | Feel My Mind                            | JP7 Gold · (35 Wo.)JP | Erstveröffentlichung: 18. Februar 2004 Verkäufe JP: + 153.746    |
| 2005 | Secret                                  | JP3 ×2Doppelplatin · (56 Wo.)JP | Erstveröffentlichung: 9. Februar 2005 Verkäufe JP: + 522.201     |
| 2006 | Black Cherry                            | JP1 Diamant · (60 Wo.)JP | Erstveröffentlichung: 20. Dezember 2006 Verkäufe JP: + 1.031.408 |
| 2008 | Kingdom                                 | JP1 ×3Dreifachplatin · (33 Wo.)JP | Erstveröffentlichung: 30. Januar 2008 Verkäufe JP: + 612.223     |
| 2009 | Trick                                   | JP1 ×2Doppelplatin · (29 Wo.)JP | Erstveröffentlichung: 28. Januar 2009 Verkäufe JP: + 393.094     |
| 2010 | Best: Third Universe & 8th Al: Universe | JP1 Platin · (31 Wo.)JP | Erstveröffentlichung: 3. Februar 2010 Verkäufe JP: + 371.590     |
| 2011 | Dejavu                                  | JP1 Platin · (24 Wo.)JP | Erstveröffentlichung: 2. März 2011 Verkäufe JP: + 211.033        |
| 2012 | Japonesque                              | JP1 Gold · (17 Wo.)JP | Erstveröffentlichung: 25. Januar 2012 Verkäufe JP: + 150.510     |
| 2014 | Bon Voyage                              | JP1 (13 Wo.)JP | Erstveröffentlichung: 26. Februar 2014 Verkäufe JP: + 59.176     |
| 2015 | Walk of My Life                         | JP1 (14 Wo.)JP | Erstveröffentlichung: 18. März 2015 Verkäufe JP: + 50.013        |
| 2017 | W Face: Inside                          | JP2 (9 Wo.)JP | Erstveröffentlichung: 8. März 2017 Verkäufe JP: + 27.900         |
| 2017 | W Face: Outside                         | JP1 (10 Wo.)JP | Erstveröffentlichung: 8. März 2017 Verkäufe JP: + 28.065         |
| 2018 | And                                     | JP6 (8 Wo.)JP | Erstveröffentlichung: 28. Februar 2018 Verkäufe JP: + 18.766     |
| 2018 | DNA                                     | JP3 (8 Wo.)JP | Erstveröffentlichung: 22. August 2018 Verkäufe JP: + 19.665      |
| 2019 | Re(cord)                                | JP4 (5 Wo.)JP | Erstveröffentlichung: 13. November 2019 Verkäufe JP: + 13.533    |
| 2022 | Heart                                   | JP9 (3 Wo.)JP | Erstveröffentlichung: 2. März 2022 Verkäufe JP: + 6.000          |
| 2024 | Unicorn                                 | JP14 (6 Wo.)JP | Erstveröffentlichung: 17. April 2024 Verkäufe JP: + 3.000        |

### Livealben
| Jahr | Titel                                                       | Höchstplatzierung, Gesamtwochen, AuszeichnungChartsChartplatzierungen (Jahr, Titel, Platzierungen, Wochen, Auszeichnungen, Anmerkungen) | Anmerkungen                            |
| Jahr | Titel                                                       | JP | Anmerkungen                            |
| ---- | ----------------------------------------------------------- | --- | -------------------------------------- |
| 2012 | Live Tour 2011: Dejavu a                                    | — | Erstveröffentlichung: 14. März 2012    |
| 2013 | Premium Night: Love & Songs a                               | — | Erstveröffentlichung: 20. März 2013    |
| 2013 | 10th Anniversary: Fantasia in Tokyo Dome a                  | — | Erstveröffentlichung: 20. März 2013    |
| 2013 | “Eternity: Love & Songs” at Billboard Live a                | — | Erstveröffentlichung: 20. März 2013    |
| 2013 | Live Tour 2010: Universe a                                  | — | Erstveröffentlichung: 20. März 2013    |
| 2013 | Live Tour 2009: Trick a                                     | — | Erstveröffentlichung: 20. März 2013    |
| 2013 | Live Tour 2008: Kingdom a                                   | — | Erstveröffentlichung: 20. März 2013    |
| 2015 | Koda Kumi 15th Anniversary Live Tour 2015 Walk of My Life a | JP19 (5 Wo.)JP | Erstveröffentlichung: 2. Dezember 2015 |
| 2017 | Koda Kumi Live Tour 2017 „W Face“ Set List                  | — | Erstveröffentlichung: 6. Dezember 2017 |
| 2018 | Koda Kumi Fanclub Tour ~And~ Set List                       | — | Erstveröffentlichung: 8. März 2018     |
| 2019 | Koda Kumi Live Tour 2018 ~DNA~ Set List                     | — | Erstveröffentlichung: 1. Januar 2019   |
| 2019 | Koda Kumi Fanclub Tour -AND-                                | — | Erstveröffentlichung: 20. März 2019    |
| 2019 | Live Tour 2018: DNA                                         | — | Erstveröffentlichung: 20. März 2019    |
| 2020 | Koda Kumi Live Tour 2019 re(Live)-Japonesque-               | — | Erstveröffentlichung: 11. März 2020    |
| 2020 | Koda Kumi Live Tour 2019 re(Live) -Black Cherry-            | — | Erstveröffentlichung: 11. März 2020    |
| 2022 | Koda Kumi Love & Songs 2022                                 | — | Erstveröffentlichung: 6. Dezember 2022 |

### Kompilationen
| Jahr | Titel                                   | Höchstplatzierung, Gesamtwochen, AuszeichnungChartsChartplatzierungen (Jahr, Titel, Platzierungen, Wochen, Auszeichnungen, Anmerkungen) | Anmerkungen                                                                 |
| Jahr | Titel                                   | JP | Anmerkungen                                                                 |
| ---- | --------------------------------------- | --- | --------------------------------------------------------------------------- |
| 2005 | Best: First Things                      | JP1 ×2Doppeldiamant · (124 Wo.)JP | Erstveröffentlichung: 21. September 2005 Verkäufe JP: + 1.916.661           |
| 2006 | Best: Second Session                    | JP1 ×2Doppeldiamant · (78 Wo.)JP | Erstveröffentlichung: 8. März 2006 Verkäufe JP: + 1.804.485                 |
| 2007 | Best: Bounce & Lovers                   | JP2 Platin · (24 Wo.)JP | Erstveröffentlichung: 14. März 2007 Verkäufe JP: + 295.624; Balladen        |
| 2009 | Out Works & Collaboration Best          | JP7 (8 Wo.)JP | Erstveröffentlichung: 25. März 2009 Verkäufe JP: + 48.715; Zusammenarbeiten |
| 2010 | Best: Third Universe & 8th Al: Universe | — | Erstveröffentlichung: 3. Februar 2010                                       |
| 2013 | Summer Single Collection 2013           | — | Erstveröffentlichung: 31. Juli 2013                                         |
| 2013 | Kumi Koda Complete Collection           | — | Erstveröffentlichung: 1. Oktober 2013                                       |
| 2013 | Winter Ballad Collection 2013           | — | Erstveröffentlichung: 13. November 2013                                     |
| 2014 | Happy Love Song Collection 2014         | — | Erstveröffentlichung: 11. Juni 2014 Verkäufe JP: + 48.715                   |
| 2015 | Summer of Love                          | JP7 (7 Wo.)JP | Erstveröffentlichung: 22. Juli 2015 Verkäufe JP: + 23.215                   |
| 2016 | Winter of Love                          | JP2 (8 Wo.)JP | Erstveröffentlichung: 20. Januar 2016 Verkäufe JP: + 30.379                 |
| 2020 | My Name Is…                             | JP2 (8 Wo.)JP | Erstveröffentlichung: 11. September 2020 über den Fanklub erhältlich        |
| 2021 | Best: 2000–2020                         | JP19 (12 Wo.)JP | Erstveröffentlichung: 6. Dezember 2021 Verkäufe JP: + 15.000                |

### Remixalben
| Jahr | Titel                                                                | Höchstplatzierung, Gesamtwochen, AuszeichnungChartsChartplatzierungen (Jahr, Titel, Platzierungen, Wochen, Auszeichnungen, Anmerkungen) | Anmerkungen |
| Jahr | Titel                                                                | JP | Anmerkungen |
| ---- | -------------------------------------------------------------------- | --- | --- |
| 2006 | Koda Kumi Remix Album                                                | — | Erstveröffentlichung: 22. Februar 2006 das Album konnte man für eine bestimmte Zeit kostenlos auf der offiziellen Webseite herunterladen |
| 2009 | Driving Hit’s                                                        | JP6 Gold · (21 Wo.)JP | Erstveröffentlichung: 25. März 2009 Verkäufe JP: + 66.346                                                                                |
| 2010 | Driving Hit’s 2                                                      | JP5 (12 Wo.)JP | Erstveröffentlichung: 31. März 2010 Verkäufe JP: + 43.032                                                                                |
| 2011 | Driving Hit’s 3                                                      | JP6 (7 Wo.)JP | Erstveröffentlichung: 4. Mai 2011 Verkäufe JP: + 24.732                                                                                  |
| 2012 | Driving Hit’s 4                                                      | JP13 (6 Wo.)JP | Erstveröffentlichung: 14. März 2012 Verkäufe JP: + 13.745                                                                                |
| 2012 | Beach Mix                                                            | JP4 (7 Wo.)JP | Erstveröffentlichung: 1. August 2012 Verkäufe JP: + 44.357                                                                               |
| 2013 | Driving Hit’s 5                                                      | JP19 (5 Wo.)JP | Erstveröffentlichung: 20. März 2013 Verkäufe JP: + 9.554                                                                                 |
| 2014 | Driving Hit’s 6                                                      | JP19 (4 Wo.)JP | Erstveröffentlichung: 20. März 2014 Verkäufe JP: + 8.238                                                                                 |
| 2017 | Driving Hit’s 7                                                      | JP18 (5 Wo.)JP | Erstveröffentlichung: 5. April 2017 Verkäufe JP: + 4.954                                                                                 |
| 2018 | Driving Hit’s 8                                                      | JP40 (3 Wo.)JP | Erstveröffentlichung: 28. März 2018 Verkäufe JP: + 3.051                                                                                 |
| 2019 | Driving Hit’s 9                                                      | JP24 (2 Wo.)JP | Erstveröffentlichung: 20. Februar 2019 Verkäufe JP: + 3.525                                                                              |
| 2020 | Re(mix)                                                              | JP33 (1 Wo.)JP | Erstveröffentlichung: 11. März 2020 Verkäufe JP: + 1.231                                                                                 |
| 2020 | Koda Kumi Live Tour 2019 Re(live): Black Cherry Iamshum Non-Stop Mix | — | Erstveröffentlichung: 11. März 2020 |
| 2020 | Koda Kumi Live Tour 2019 Re(live): Japonesque Remo-Con Non-Stop Mix  | — | Erstveröffentlichung: 11. März 2020 |

### EPs
| Jahr | Titel                         | Höchstplatzierung, Gesamtwochen, AuszeichnungChartsChartplatzierungen (Jahr, Titel, Platzierungen, Wochen, Auszeichnungen, Anmerkungen) | Anmerkungen                                                 |
| Jahr | Titel                         | JP | Anmerkungen                                                 |
| ---- | ----------------------------- | --- | ----------------------------------------------------------- |
| 2007 | Fever Live In Hall            | — | Erstveröffentlichung: Juli 2007                             |
| 2009 | Fever Live In Hall 2          | — | Erstveröffentlichung: Juli 2009                             |
| 2012 | Love Romance                  | — | Erstveröffentlichung: 16. April 2012                        |
| 2014 | Fever: Legend Live            | — | Erstveröffentlichung: 20. August 2014                       |
| 2020 | Angel (My Name Is…)           | JP123 (1 Wo.)JP | Erstveröffentlichung: 2. Dezember 2020 Verkäufe JP: + 442   |
| 2020 | Monster (My Name Is…)         | JP129 (1 Wo.)JP | Erstveröffentlichung: 2. Dezember 2020 Verkäufe JP: + 428   |
| 2020 | Angel + Monster (My Name Is…) | JP12 (2 Wo.)JP | Erstveröffentlichung: 2. Dezember 2020 Verkäufe JP: + 7.000 |
| 2023 | Wings                         | JP10 (3 Wo.)JP | Erstveröffentlichung: 18. Januar 2023 Verkäufe JP: + 4.340  |

### Coveralben
| Jahr | Titel                  | Höchstplatzierung, Gesamtwochen, AuszeichnungChartsChartplatzierungen (Jahr, Titel, Platzierungen, Wochen, Auszeichnungen, Anmerkungen) | Anmerkungen                                                  |
| Jahr | Titel                  | JP | Anmerkungen                                                  |
| ---- | ---------------------- | --- | ------------------------------------------------------------ |
| 2010 | Eternity: Love & Songs | JP3 Gold · (14 Wo.)JP | Erstveröffentlichung: 13. Oktober 2010 Verkäufe JP: + 89.512 |
| 2013 | Color the Cover        | JP3 (9 Wo.)JP | Erstveröffentlichung: 27. Februar 2013 Verkäufe JP: + 48.395 |

## Singles
| Jahr | Titel Album | Höchstplatzierung, Gesamtwochen, AuszeichnungChartsChartplatzierungen (Jahr, Titel, Album, Platzierungen, Wochen, Auszeichnungen, Anmerkungen) | Anmerkungen |
| Jahr | Titel Album | JP | Anmerkungen |
| ---- | --- | --- | --- |
| 2000 | Take Back Affection                                                                                                   | JP59 (8 Wo.)JP | Erstveröffentlichung: 6. Dezember 2000 Verkäufe JP: + 22.680 |
| 2001 | Trust Your Love Affection                                                                                             | JP18 (5 Wo.)JP | Erstveröffentlichung: 9. Mai 2001 Verkäufe JP: + 42.100 |
| 2001 | Color of Soul Affection                                                                                               | JP29 (3 Wo.)JP | Erstveröffentlichung: 3. Oktober 2001 Verkäufe JP: + 12.780 |
| 2001 | The Meaning of Peace Song Nation                                                                                      | JP12 (7 Wo.)JP | Erstveröffentlichung: 19. Dezember 2001 Verkäufe JP: + 66.840 Wohltätige Single mit BoA                                                                                       |
| 2002 | So into You Affection                                                                                                 | JP50 (2 Wo.)JP | Erstveröffentlichung: 13. März 2002 Verkäufe JP: + 5.800 |
| 2002 | Love Across the Ocean Grow Into One                                                                                   | JP19 (4 Wo.)JP | Erstveröffentlichung: 24. Juli 2002 Verkäufe JP: + 22.100 |
| 2002 | Maze Grow Into One | JP25 (5 Wo.)JP | Erstveröffentlichung: 11. Dezember 2002 Verkäufe JP: + 12.816 |
| 2003 | Real Emotion / 1000 no Kotoba (Real Emotion / 1000の言葉) 1000 Wörter Grow Into One                                   | JP3 Platin + Gold (Digital) · (28 Wo.)JP | Erstveröffentlichung: 5. März 2003 · Verkäufe JP: + 282.734 · + JP: Gold (Digital 1000 Words)                                                                                 |
| 2003 | Come with Me Feel My Mind                                                                                             | JP14 (9 Wo.)JP | Erstveröffentlichung: 27. August 2003 Verkäufe JP: + 41.370 |
| 2003 | Gentle Words Feel My Mind                                                                                             | JP15 (10 Wo.)JP | Erstveröffentlichung: 10. Dezember 2003 Verkäufe JP: + 27.164 |
| 2004 | Crazy 4 U Feel My Mind                                                                                                | JP12 Gold (Digital) · (6 Wo.)JP | Erstveröffentlichung: 15. Januar 2004 Verkäufe JP: + 28.272 |
| 2004 | Love & Honey Feel My Mind                                                                                             | JP4 Gold · (35 Wo.)JP | Erstveröffentlichung: 26. Mai 2004 Verkäufe JP: + 150.634 |
| 2004 | Chase Secret | JP18 (8 Wo.)JP | Erstveröffentlichung: 28. Juli 2004 Verkäufe JP: + 21.690 |
| 2004 | Kiseki (奇跡) Wunder Secret                                                                                           | JP7 (10 Wo.)JP | Erstveröffentlichung: 8. September 2004 Verkäufe JP: + 60.033 |
| 2005 | Hands Secret | JP7 ×2Gold (Digital) + Doppelplatin (Klingelton) · (8 Wo.)JP                                                                                   | Erstveröffentlichung: 19. Januar 2005 Verkäufe JP: + 48.910 |
| 2005 | Hot Stuff Secret | JP10 (6 Wo.)JP | Erstveröffentlichung: 13. April 2005 Verkäufe JP: + 29.509 mit KM-Markit (auf 30.000 Stück limitiert)                                                                         |
| 2005 | Butterfly Best: First Things                                                                                          | JP2 Gold + Platin (Digital) · (22 Wo.)JP | Erstveröffentlichung: 22. Juni 2005 · Verkäufe JP: + 125.662 · + JP: ×3Dreifachplatin (Klingelton)                                                                            |
| 2005 | Flower Best: First Things                                                                                             | JP4 ×2Gold + Doppelplatin (Klingelton) · (10 Wo.)JP                                                                                            | Erstveröffentlichung: 10. August 2005 Verkäufe JP: + 106.099 |
| 2005 | Promise / Star Best: First Things                                                                                     | JP4 Gold + Gold (Mobile Downloads) · (14 Wo.)JP                                                                                                | Erstveröffentlichung: 7. September 2005 · Verkäufe JP: + 61.689 · + JP: ×2Doppelplatin (Klingelton)                                                                           |
| 2005 | You Best: Second Session                                                                                              | JP1 Gold + Platin (Mobile Downloads) · (15 Wo.)JP                                                                                              | Erstveröffentlichung: 7. Dezember 2005 · Verkäufe JP: + 190.060 · + JP: ×3Dreifachplatin (Klingelton)                                                                         |
| 2005 | Birthday Eve Best: Second Session                                                                                     | JP6 (4 Wo.)JP | Erstveröffentlichung: 14. Dezember 2005 Verkäufe JP: + 47.661 |
| 2005 | D.D.D. Best: Second Session                                                                                           | JP5 (5 Wo.)JP | Erstveröffentlichung: 21. Dezember 2005 Verkäufe JP: + 48.036 mit Soulhead |
| 2005 | Shake it Up Best: Second Session                                                                                      | JP6 (5 Wo.)JP | Erstveröffentlichung: 28. Dezember 2005 Verkäufe JP: + 47.014 |
| 2006 | Lies Best: Second Session                                                                                             | JP7 Gold (Mobile Downloads) · (5 Wo.)JP | Erstveröffentlichung: 4. Januar 2006 Verkäufe JP: + 46.989 |
| 2006 | Feel Best: Second Session                                                                                             | JP1 (6 Wo.)JP | Erstveröffentlichung: 11. Januar 2006 Verkäufe JP: + 48.116 |
| 2006 | Candy Best: Second Session                                                                                            | JP3 (7 Wo.)JP | Erstveröffentlichung: 18. Januar 2006 Verkäufe JP: + 47.856 mit Mr. Blistah                                                                                                   |
| 2006 | No Regret Best: Second Session                                                                                        | JP4 ×2Gold + Doppelplatin (Klingelton) · (12 Wo.)JP                                                                                            | Erstveröffentlichung: 25. Januar 2006 · Verkäufe JP: + 131.348 · + JP: Platin (Mobile Downloads)                                                                              |
| 2006 | Ima Sugu Hoshii (今すぐ欲しい) Ich will dich jetzt Best: Second Session                                               | JP5 (7 Wo.)JP | Erstveröffentlichung: 1. Februar 2006 Verkäufe JP: + 47.411 |
| 2006 | Kamen Best: Second Session                                                                                            | JP3 (6 Wo.)JP | Erstveröffentlichung: 8. Februar 2006 Verkäufe JP: + 46.971 mit Tatsuya Ishii                                                                                                 |
| 2006 | Wind Best: Second Session                                                                                             | JP3 ×2Gold (Mobile Downloads) + Doppelplatin (Klingelton) · (6 Wo.)JP                                                                          | Erstveröffentlichung: 15. Februar 2006 Verkäufe JP: + 46.619 |
| 2006 | Someday / Boys & Girls Best: Second Session / –                                                                       | JP3 Gold + Platin (Mobile Downloads) · (9 Wo.)JP                                                                                               | Erstveröffentlichung: 22. Februar 2006 · Verkäufe JP: + 89.413 · + JP: ×3Dreifachplatin (Klingelton)                                                                          |
| 2006 | Get It On – | JP6 (5 Wo.)JP | Erstveröffentlichung: 1. März 2006 |
| 2006 | Koi no Tsubomi (恋のつぼみ) Knospe der Liebe Black Cherry                                                             | JP2 Platin + Platin (Mobile Downloads) · (21 Wo.)JP                                                                                            | Erstveröffentlichung: 24. Mai 2006 · Verkäufe JP: + 273.060 · + JP: ×2Doppeldiamant (Klingelton)                                                                              |
| 2006 | 4 Hot Wave Black Cherry                                                                                               | JP2 Platin · (17 Wo.)JP | Erstveröffentlichung: 26. Juli 2006 Verkäufe JP: + 390.685 |
| 2006 | Yume no Uta / Futari de... (夢のうた / ふたりで...) Lied der Träume / Zusammen... Black Cherry                        | JP1 Platin + Gold (Mobile Downloads Futari de...) · (16 Wo.)JP                                                                                 | Erstveröffentlichung: 18. Oktober 2006 · Verkäufe JP: + 301.169 · + JP: Diamant (Klingelton), + JP: Platin (Mobile Downloads), + JP: ×2Doppelplatin (Klingelton Futari de...) |
| 2006 | Won’t Be Long Black Cherry / Exile Evolution                                                                          | JP2 Platin + Platin (Digital) · (24 Wo.)JP | Erstveröffentlichung: 21. November 2006 · Verkäufe JP: + 234.488 · mit Exile · + JP: Diamant (Klingelton)                                                                     |
| 2006 | Cherry Girl / Unmei (Cherry Girl / 運命) Schicksal Black Cherry                                                       | JP3 Gold + Gold (Digital) · (10 Wo.)JP | Erstveröffentlichung: 6. Dezember 2006 · Verkäufe JP: + 100.275 · + JP: Diamant (Klingelton Unmei), + JP: Platin (Mobile Downloads Unmei), + JP: ×2Doppelplatin (Klingelton)  |
| 2007 | But / Aishō (But / 愛証) Liebesbeweis Kingdom                                                                         | JP2 Gold + Platin (Digital) · (14 Wo.)JP | Erstveröffentlichung: 14. März 2007 · Verkäufe JP: + 130.890 · + JP: Platin (Mobile Downloads But), + JP: ×3Dreifachplatin (Klingelton But)                                   |
| 2007 | Freaky Kingdom | JP1 Platin + Gold (Digital) · (15 Wo.)JP | Erstveröffentlichung: 27. Juni 2007 Verkäufe JP: + 200.322 |
| 2007 | Ai no Uta (愛のうた) Love Song Kingdom                                                                                | JP2 Gold + Diamant (Digital) · (22 Wo.)JP | Erstveröffentlichung: 12. September 2007 · Verkäufe JP: + 134.831 · + JP: Diamant (Klingelton), + JP: Gold (Streaming)                                                        |
| 2007 | Last Angel Kingdom | JP3 Gold + Gold (Mobile Downloads) · (12 Wo.)JP                                                                                                | Erstveröffentlichung: 7. November 2007 Verkäufe JP: + 91.620 mit Tohoshinki                                                                                                   |
| 2008 | Anytime Kingdom | JP4 ×3Dreifachplatin (Klingelton) + Platin (Mobile Downloads) · (5 Wo.)JP                                                                      | Erstveröffentlichung: 23. Januar 2008 Verkäufe JP: + 53.189 |
| 2008 | Moon Trick | JP2 Gold · (19 Wo.)JP | Erstveröffentlichung: 11. Juni 2008 Verkäufe JP: + 137.610 |
| 2008 | Taboo Trick | JP1 Gold + Platin (Digital) · (13 Wo.)JP | Erstveröffentlichung: 8. Oktober 2008 Verkäufe JP: + 88.037 |
| 2008 | Stay with Me Trick | JP1 Gold + Platin (Digital) · (7 Wo.)JP | Erstveröffentlichung: 24. Dezember 2008 · Verkäufe JP: + 65.657 · + JP: ×2Doppelplatin (Klingelton)                                                                           |
| 2009 | It’s All Love! Universe                                                                                               | JP1 Gold + Platin (Mobile Downloads) · (11 Wo.)JP                                                                                              | Erstveröffentlichung: 31. März 2009 Verkäufe JP: + 99.429 mit Misono |
| 2009 | 3 Splash Universe | JP2 Gold · (12 Wo.)JP | Erstveröffentlichung: 8. Juli 2009 Verkäufe JP: + 92.822 |
| 2009 | Alive / Physical Thing Universe                                                                                       | JP1 (7 Wo.)JP | Erstveröffentlichung: 16. September 2009 Verkäufe JP: + 44.745 |
| 2010 | Can We Go Back Universe                                                                                               | JP2 (4 Wo.)JP | Erstveröffentlichung: 20. Januar 2010 Verkäufe JP: + 36.565 |
| 2010 | Gossip Candy Dejavu                                                                                                   | JP4 Gold · (11 Wo.)JP | Erstveröffentlichung: 7. Juli 2010 Verkäufe JP: + 84.358 |
| 2010 | Suki de, Suki de, Suki de. / Anata Dake ga (好きで、好きで、好きで. / あなただけが) Ich liebe dich... / Nur du Dejavu | JP2 Gold + Platin (Digital) · (17 Wo.)JP | Erstveröffentlichung: 22. September 2010 · Verkäufe JP: + 85.472 · + JP: ×2Doppelplatin (Digital Suki de, Suki de, Suki de.)                                                  |
| 2011 | Hey Baby! Dejavu | — | Erstveröffentlichung: 12. Januar 2011 |
| 2011 | Pop Diva Dejavu | JP4 Gold · (5 Wo.)JP | Erstveröffentlichung: 2. Februar 2011 Verkäufe JP: + 39.878 |
| 2011 | 4 Times Japonesque | JP6 (9 Wo.)JP | Erstveröffentlichung: 17. August 2011 Verkäufe JP: + 74.300 |
| 2011 | Ai wo Tomenaide (愛を止めないで) Stop die Liebe nicht Japonesque                                                      | JP6 Platin (Digital) + Gold (Download) · (8 Wo.)JP                                                                                             | Erstveröffentlichung: 21. September 2011 · Verkäufe JP: + 43.969 · + JP: Gold (Mobile Downloads Little Mermaid Princess)                                                      |
| 2011 | Love Me Back Japonesque                                                                                               | JP6 Gold (Digital) · (7 Wo.)JP | Erstveröffentlichung: 30. November 2011 Verkäufe JP: + 43.589 |
| 2012 | Go to the Top Bon Voyage                                                                                              | JP1 Gold · (6 Wo.)JP | Erstveröffentlichung: 24. Oktober 2012 Verkäufe JP: + 69.390 |
| 2012 | Koishikute (恋しくて) Liebling Bon Voyage                                                                             | JP7 Gold (Digital) · (6 Wo.)JP | Erstveröffentlichung: 26. Dezember 2012 Verkäufe JP: + 23.183 |
| 2013 | Summer Trip Bon Voyage                                                                                                | JP6 (4 Wo.)JP | Erstveröffentlichung: 31. Juli 2013 Verkäufe JP: + 22.789 |
| 2013 | Dreaming Now! Bon Voyage                                                                                              | JP9 (4 Wo.)JP | Erstveröffentlichung: 13. November 2013 Verkäufe JP: + 25.953 |
| 2014 | Hotel Walk of My Life                                                                                                 | JP7 (4 Wo.)JP | Erstveröffentlichung: 6. August 2014 Verkäufe JP: + 21.915 |
| 2014 | Dance in the Rain Walk of My Life                                                                                     | — | Erstveröffentlichung: 5. November 2014 es existiert auch eine CD-Single die jedoch nur für Fanclub-Mitglieder erhältlich war                                                  |
| 2016 | Shhh! – | — | Erstveröffentlichung: 9. April 2016 Exklusive CD-Single die über das Online-Portal mu-mo und bei Konzerten der Best Single Collection 2016-Tournee zum Kauf erhältlich war    |
| 2017 | Lit And | — | Erstveröffentlichung: 2. August 2017 Exklusive CD-Single die über das Online-Portal mu-mo und bei Konzerten der Live Tour 2017: W Face-Tournee zum Kauf erhältlich war        |
| 2017 | Hush DNA | — | Erstveröffentlichung: 4. Oktober 2017 Exklusive CD-Single die über das Online-Portal mu-mo zum Kauf erhältlich war                                                            |
| 2017 | Never Enough And | — | Erstveröffentlichung: 6. Dezember 2017 Exklusive CD-Single die über das Online-Portal mu-mo zum Kauf erhältlich war                                                           |
| 2019 | Eh Yo Re(cord) | — | Erstveröffentlichung: 3. Juli 2019 |
| 2019 | Summer Time Re(cord)                                                                                                  | — | Erstveröffentlichung: 10. Juli 2019 |
| 2019 | Do Me Re(cord) | — | Erstveröffentlichung: 17. Juli 2019 |
| 2019 | Goldfinger 2019 Re(cord)                                                                                              | — | Erstveröffentlichung: 2019 |
| 2019 | Put Your Hands Up!!! (プチョヘンザッ!!!) Re(cord)                                                                     | — | Erstveröffentlichung: 13. September 2019 |
| 2019 | OMG Re(cord) | — | Erstveröffentlichung: 18. September 2019 |
| 2019 | Strip Re(cord) | — | Erstveröffentlichung: 16. Oktober 2019 |
| 2019 | Get Naked Re(cord) | — | Erstveröffentlichung: 23. Oktober 2019 |
| 2019 | Again Re(cord) | — | Erstveröffentlichung: 30. Oktober 2019 |
| 2020 | Puff Angel + Monster                                                                                                  | — | Erstveröffentlichung: 26. Juni 2020 |
| 2020 | Lucky Star Angel + Monster                                                                                            | — | Erstveröffentlichung: 28. August 2020 |
| 2020 | XXKK Angel + Monster                                                                                                  | — | Erstveröffentlichung: 4. September 2020 |
| 2020 | I’m Lovin’ Angel + Monster                                                                                            | — | Erstveröffentlichung: 2020 |
| 2020 | Killer monsteR Angel + Monster                                                                                        | — | Erstveröffentlichung: 2020 |
| 2020 | Run Angel + Monster                                                                                                   | — | Erstveröffentlichung: 2020 |
| 2021 | Summer of ’21 Heart                                                                                                   | — | Erstveröffentlichung: 2021 |
| 2021 | 4 More Heart | — | Erstveröffentlichung: 2021 |
| 2021 | 100 no kodoku-tachi e (100のコドク達へ) Heart                                                                         | — | Erstveröffentlichung: 2021 |
| 2022 | Wings | JP7 (3 Wo.)JP | Erstveröffentlichung: 2022 |
| 2022 | Trust・Last – | — | Erstveröffentlichung: 2022 mit Shōnan no Kaze |
| 2023 | Black Wings – | — | Erstveröffentlichung: 2023 |
| 2023 | Let’s Fight for Love! Unicorn                                                                                         | — | Erstveröffentlichung: 2023 |
| 2023 | Tōi Machi no Doko ka de... (遠い街のどこかで…, Somewhere in a faraway city...) Unicorn                                | — | Erstveröffentlichung: 2023 |
| 2023 | So Fever Best: 2000-2020                                                                                              | — | Erstveröffentlichung: 2023 |
| 2023 | Never Give It Up Best: 2000-2020                                                                                      | — | Erstveröffentlichung: 2023 |
| 2023 | Vroom Unicorn | — | Erstveröffentlichung: 2023 |
| 2024 | Silence Unicorn | — | Erstveröffentlichung: 2024 |
| 2024 | Dangerously – | — | Erstveröffentlichung: 2024 |

Weitere Lieder
- 2003: Saigo no Ame (最後の雨) Last Rain (JP: Gold (Digital))
- 2004: Cutie Honey (キューティーハニー) Kyūtī Hanī (JP: Gold (Mobile Downloads), JP: ×3Dreifachplatin (Klingelton) )
- 2004: Rain (JP: Gold (Digital))
- 2005: Taisetsu na Kimi e (大切な君へ) To You, My Precious (JP: Gold (Mobile Downloads))
- 2006: I’ll Be There (JP: ×3Dreifachplatin (Klingelton) )
- 2006: Candle Light (JP: Gold (Digital))
- 2008: Moon Crying (JP: ×3Dreifachplatin (Digital) , JP: ×3Dreifachplatin (Klingelton) )
- 2009: Lick me (JP: Platin (Digital))
- 2010: Lollipop (JP: Platin (Digital))
- 2010: Megumi No Hito (め組のひと) Best Of Me (JP: Gold (Digital))
- 2010: Ienai Yo (言えないよ) Can’t Say (JP: Gold (Digital))
- 2011: Poppin’ Love Cocktail (feat. Teeda, JP: Gold (Digital))

## Videoalben
| Jahr | Titel                                                                               | Höchstplatzierung, Gesamtwochen, AuszeichnungChartsChartplatzierungen (Jahr, Titel, Platzierungen, Wochen, Auszeichnungen, Anmerkungen) | Anmerkungen                                                     |
| Jahr | Titel                                                                               | JP | Anmerkungen                                                     |
| ---- | ----------------------------------------------------------------------------------- | --- | --------------------------------------------------------------- |
| 2003 | 7 Spirits                                                                           | JP28 (45 Wo.)JP | Erstveröffentlichung: 19. März 2003 Verkäufe JP: + 35.439       |
| 2004 | Feel...                                                                             | JP13 (30 Wo.)JP | Erstveröffentlichung: 19. März 2003 Verkäufe JP: + 32.591       |
| 2004 | Girls: Selfish                                                                      | JP11 (11 Wo.)JP | Erstveröffentlichung: 25. November 2004 Verkäufe JP: + 33.436   |
| 2005 | Secret: First Class Limited Live                                                    | JP1 Platin · (61 Wo.)JP | Erstveröffentlichung: 21. September 2005 Verkäufe JP: + 322.371 |
| 2006 | Live Tour 2005: First Things Deluxe Edition                                         | JP1 Gold · (43 Wo.)JP | Erstveröffentlichung: 13. September 2006 Verkäufe JP: + 134.492 |
| 2007 | Live Tour 2006–2007: Second Session                                                 | JP1 Gold · (47 Wo.)JP | Erstveröffentlichung: 28. März 2007 Verkäufe JP: + 174.964      |
| 2008 | Live Tour 2007 ～Black Cherry～ Special Final in Tokyo Dome                         | JP1 Gold · (24 Wo.)JP | Erstveröffentlichung: 31. März 2008 Verkäufe JP: + 105.712      |
| 2008 | Koda Kumi Live Tour 2008: Kingdom                                                   | JP2 Gold · (25 Wo.)JP | Erstveröffentlichung: 24. September 2008 Verkäufe JP: + 94.831  |
| 2009 | Fan Club Special Event: Let’s Party Vol. 1 a                                        | — | Erstveröffentlichung: 25. Februar 2009                          |
| 2009 | Koda Kumi Live Tour 2009: Trick                                                     | JP1 Gold · (29 Wo.)JP | Erstveröffentlichung: 21. Oktober 2009 Verkäufe JP: + 92.893    |
| 2010 | Koda Kumi 2009 Taiwan Live a                                                        | — | Erstveröffentlichung: 10. März 2010                             |
| 2010 | Koda Kumi 10th Anniversary Best Live DVD-Box                                        | — | Erstveröffentlichung: 17. Juli 2010 Verkäufe JP: + 260.000      |
| 2010 | Koda Kumi Live Tour 2010: Universe                                                  | JP1 (16 Wo.)JP | Erstveröffentlichung: 6. Oktober 2010 Verkäufe JP: + 67.078     |
| 2011 | Love & Songs at Billboard Live                                                      | JP2 (6 Wo.)JP | Erstveröffentlichung: 23. Februar 2011 Verkäufe JP: + 27.520    |
| 2011 | Koda Kumi 10th Anniversary (Fantasia) in Tokyo Dome                                 | JP1 (19 Wo.)JP | Erstveröffentlichung: 18. Mai 2011 Verkäufe JP: + 40.982        |
| 2011 | Koda Kumi Live DVD Singles Best: Blue Edition (倖田來未 Live DVD Singles Best 青盤) | — | Erstveröffentlichung: 2. August 2011                            |
| 2011 | Koda Kumi Live DVD Singles Best: Red Edition (倖田來未 Live DVD Singles Best 赤盤)  | — | Erstveröffentlichung: 2. August 2011                            |
| 2012 | Koda Kumi Live Tour 2011: Dejavu                                                    | JP1 (11 Wo.)JP | Erstveröffentlichung: 8. Februar 2012 Verkäufe JP: + 35.624     |
| 2013 | Premium Night: Love & Songs                                                         | JP5 (12 Wo.)JP | Erstveröffentlichung: 20. März 2013 Verkäufe JP: + 21.512       |
| 2013 | Koda Kumi Live Tour 2013: Japonesque                                                | JP2 (10 Wo.)JP | Erstveröffentlichung: 4. Dezember 2013 Verkäufe JP: + 24.614    |
| 2014 | Koda Kumi Live Tour 2014: Bon Voyage                                                | JP3 (8 Wo.)JP | Erstveröffentlichung: 8. Oktober 2014                           |
| 2015 | Koda Kumi 15th Anniversary Best Live History DVD Book                               | — | Erstveröffentlichung: 26. März 2015                             |
| 2015 | Koda Kumi 15th Anniversary Live Tour 2015: Walk of My Life                          | JP2 (8 Wo.)JP | Erstveröffentlichung: 2. Dezember 2015                          |
| 2016 | Koda Kumi 15th Anniversary Live The Artist                                          | JP6 (8 Wo.)JP | Erstveröffentlichung: 23. März 2016                             |
| 2016 | Koda Kumi Live Tour 2016: Best Single Collection                                    | JP2 (9 Wo.)JP | Erstveröffentlichung: 16. November 2016                         |
| 2017 | Koda Kumi Live Tour 2016: Best Single Collection Documentary Film                   | — | Erstveröffentlichung: 31. Januar 2017                           |
| 2017 | W Face                                                                              | — | Erstveröffentlichung: 8. April 2017                             |
| 2017 | Koda Kumi Live Tour 2017: W Face                                                    | JP4 (12 Wo.)JP | Erstveröffentlichung: 6. Dezember 2017                          |
| 2019 | Koda Kumi Live Tour 2018: DNA                                                       | JP2 (7 Wo.)JP | Erstveröffentlichung: 20. März 2019                             |
| 2020 | Live Tour 2019 Re(live): Japonesque                                                 | JP11 (4 Wo.)JP | Erstveröffentlichung: 11. März 2020                             |
| 2020 | Live Tour 2019 Re(live): Black Cherry                                               | JP10 (4 Wo.)JP | Erstveröffentlichung: 11. März 2020                             |
| 2021 | 20th Anniversary Tour 2020 My Name Is...                                            | JP5 (9 Wo.)JP | Erstveröffentlichung: 10. März 2021                             |
| 2022 | Koda Kumi Love & Songs 2022                                                         | JP5 (4 Wo.)JP | Erstveröffentlichung: 24. August 2022                           |
| 2023 | Koda Kumi Live Tour 2023: angeL&monsteR                                             | JP7 (6 Wo.)JP | Erstveröffentlichung: 8. November 2023                          |
| 2024 | Koda Kumi Live Tour 2024 ～Best Single Knight～                                     | JP7 (5 Wo.)JP | Erstveröffentlichung: 25. Dezember 2024                         |

## Musikvideos
Musikvideos
1. Take Back
2. Trust Your Love
3. Color of Soul
4. So into You
5. Love Across the Ocean
6. Maze
7. Real Emotion
8. Come with Me
9. Gentle Words
10. Crazy 4 U
11. Cutie Honey
12. Chase
13. Kiseki
14. Selfish
15. Shake It
16. 24
17. Hands
18. Trust You
19. Butterfly
20. Promise
21. Star
22. You
23. Imasugu Hoshii
24. Birthday Eve
25. Feel
26. Wind
27. Lies
28. No Regret
29. Shake It Up
30. Someday
31. Koi no Tsubomi
32. Juicy
33. With Your Smile
34. I’ll Be There
35. Ningyo Hime
36. Yume no Uta
37. Futari de...
38. Cherry Girl
39. Unmei
40. Twinkle: Koda Kumi Version
41. Get Up & Move!!
42. But
43. Aishō
44. Love Goes like...
45. Freaky
46. Run for Your Life
47. Ai no Uta
48. Anytime
49. Under
50. Koi no Mahō
51. Himitsu
52. More
53. Amai Wana
54. Anata ga Shite Kureta Koto
55. Wonderland
56. Moon Crying
57. Taboo
58. Stay with Me
59. Show Girl
60. Just the Way You Are
61. Faraway
62. Lick Me
63. Ecstasy
64. Hashire
65. Alive
66. Physical Thing
67. Can We Go Back
68. Superstar
69. You’re So Beautiful
70. Inside Fishbowl
71. Outside Fishbowl
72. Lollipop
73. Suki de, Suki de, Suki de.
74. Anata Dake Ga
75. Walk (to the Future)
76. Pop Diva
77. Be My Baby
78. Megumi no Hito
79. Bambi
80. V.I.P.
81. Ko-So-Ko-So
82. In the Air
83. Ai wo Tomenaide
84. You Are Not Alone
85. Love Me Back
86. Boom Boom Boys
87. No Mans Land
88. Lay Down
89. Escalate
90. So Nice
91. Everyday
92. Love Technique
93. Brave
94. All for You
95. Whatchu Waitin’ On?
96. Go to the Top
97. Koishikute
98. Pink Spider
99. Lovely
100. Shake Hip!
101. Lalalalala
102. Touch Down
103. Dreaming Now!
104. Show Me Your Holla
105. LOL
106. Hotel
107. Money in My Bag
108. So Fever
109. Kimi Omoi (君想い)
110. Never Give It Up
111. Dance in the Rain
112. Walk of My Life
113. Like It
114. Ex Tape
115. Hurricane
116. On and On
117. No Me Without You
118. Ultraviolet
119. Insane
120. Bassline
121. Wicked Girls
122. Bridget Song
123. Promise You
124. W Face
125. Lit
126. Hush
127. Never Enough
128. Party
129. Watch Out!!: DNA
130. Haircut
131. Chances All
132. Livin’ la Vida Loca
133. Goldfinger 2019
134. K,
135. Again
136. Puff
137. XXKK
138. Killer Monster
139. Run
140. We’ll Be OK
141. Doo-Bee-Doo-Bop
142. To Be Free

Zusammenarbeiten
1. Hot Stuff (mit KM-Markit)
2. Twinkle (englische Version) (mit Show)
3. D.D.D. (mit Soulhead)
4. Candy (mit Mr. Blistah)
5. XXX (mit Soulhead)
6. Kamen (mit Ishii Tatuya)
7. Rainy Days (mit KM-Markit)
8. Just Go (mit Jhett)
9. Switch (mit Lisa und Heartsdales)
10. Won’t Be Long (mit Exile)
11. Last Angel (mit TVXQ)
12. That Ain’t Cool (mit Fergie)
13. It’s All Love! (mit Misono)
14. Passing By (mit B. Horward)
15. Poppin’ Love Cocktail (mit Teeda)
16. V.I.P. (mit T-Pain)
17. Slow (mit Omarion)
18. Ōsaka Tokyo (mit Exile Atsushi)

Alternative Versionen
1. So into You: Short Version
2. Crazy 4 U: Dance Version
3. Selfish: Dance Version
4. Hands: Album Version
5. Hot Stuff: Dance Version
6. Trust You: Thanks to Mam & Gramma Version
7. Special Mix Video from Best: First Things
8. Candy: Dance Version
9. Juicy: Dance Version
10. Ai no Uta: Album Version
11. Anytime: Album Version
12. Black Cherry: Live Version
13. Introduction for Kingdom
14. That Ain’t Cool: Album Version
15. Taboo: Alternate Version
16. Stay with Me: Alternate Version
17. Lick Me: Special Version
18. Pop Diva: Album Version
19. You Are Not Alone: Live Version
20. Dance in the Rain (360° Virtual Reality Version)
21. Never Enough: Special Version
22. K,: Dance Version
23. Suki de, Suki de, Suki de. (Urusei Yatsura Collaboration Version)

## Lieder
1. Take Back
2. Your Song
3. Trust Your Love
4. Still in Love
5. Color of Soul
6. It’s Too Late
7. So into You
8. Go Together
9. Feel Me
10. Best Friend of Mine
11. My Dream
12. Come Back
13. Can’t Lose
14. Walk
15. Love Across the Ocean
16. The Meaning of Peace
17. M.A.Z.E.
18. One
19. Real Emotion
20. 1000 no Kotoba (1000の言葉)
21. Boy Friend?
22. Your Only One
23. One Night Romance
24. S.O.S (Sounds of Silence)
25. Ranhansha (乱反射)
26. Peal Moon
27. Nasty Girl
28. To Be One
29. Come with Me
30. Gentle Words
31. Without Your Love
32. Crazy 4 U
33. Break It Down
34. Rock Your Body
35. Rain
36. Talk to You
37. Hana (華)
38. Get Out the Way
39. Sweet Love…
40. Magic
41. The Theme of Sister Jill
42. Yogiri no Honey (夜霧のハニー)
43. Into Your Heart
44. Chase
45. Kiseki (奇跡)
46. Love Holic
47. Life
48. Hands
49. Through the Sky
50. Selfish
51. Hearty…
52. Shake It
53. Trust You
54. 24
55. Let’s Party
56. Believe
57. Butterfly
58. Your Sunshine
59. Taisetsuna Kimi e (大切な君へ)
60. Flower
61. Promise
62. Star
63. No Tricks
64. You
65. Sweet Kiss
66. Birthday Eve
67. Shake It Up
68. Lies
69. Feel
70. No Regret
71. Ima Sugu Hoshī (今すぐ欲しい)
72. Wind
73. Someday
74. Boys Girls
75. Get It On
76. Koi no Tsubomi (恋のつぼみ)
77. Juicy
78. With Your Smile
79. I’ll Be There
80. Ningyo-hime (人魚姫)
81. Yume no Uta (夢のうた)
82. Futari de… (ふたりで...)
83. Cherry Girl
84. Unmei (運命)
85. Get Up & Move!!
86. Tsuki to Taiyō (月と太陽)
87. Won’t Be Long (Black Cherry Version)
88. Candle Light
89. Milk Tea (ミルクティ)
90. Twinkle
91. Go Way!!
92. Ashita e… (明日へ・・・)
93. But
94. Aishō (愛証)
95. Freaky
96. Sora (空)
97. Run for Your Life
98. Girls
99. Ai no Uta (愛のうた)
100. Come Over
101. Dear Family
102. Anytime
103. Bounce
104. Amai Wana (甘い罠)
105. Himitsu (秘密)
106. Under
107. Koi no Mahō (恋の魔法)
108. Anata ga Shite Kureta Koto (あなたがしてくれたこと)
109. Wonderland
110. More
111. Black Cherry
112. Moon Crying
113. Once Again
114. Lady Go!
115. Taboo
116. Always
117. Stay with Me
118. Winter Bell
119. Show Girl
120. Your Love
121. This Is Not a Love Song
122. Driving
123. Hurry Up!
124. Just the Way You Are
125. Joyful
126. Ai no Kotoba (愛のことば)
127. Faraway
128. Lick Me
129. Ecstasy
130. Hashire! (走れ!)
131. Alive
132. Physical Thing
133. Can We Go Back
134. Good Day
135. Step into My World
136. Superstar
137. You’re So Beautiful
138. Work It Out!
139. No Way
140. Stay
141. Comes Up
142. Universe
143. Lollipop
144. Inside Fishbowl
145. Outside Fishbowl
146. Suki de, Suki de, Suki de. (好きで、好きで、好きで.)
147. Anata Dake ga (あなただけが)
148. Hey Baby!
149. Pop Diva
150. Black Candy
151. Okay
152. Aitakute (逢いたくて)
153. At the Weekend
154. Melting
155. Choi Tashi Life (ちょい足しLife)
156. Bambi
157. I Don’t Love You!??
158. In the Air
159. V.I.P.
160. Ko-So-Ko-So
161. Ai wo Tomenaide (愛を止めないで)
162. You Are Not Alone
163. Love Me Back
164. Say Her Name
165. Boom Boom Boys
166. Brave
167. Everyday
168. Escalate
169. No Man’s Land
170. Lay Down
171. Love Technique
172. All for You
173. Whatchu Waitin’ On?
174. Go to the Top
175. Darling
176. Koishikute (恋しくて)
177. Lalalalala
178. Is This Trap?
179. Touch Down
180. Dreaming Now!
181. XXX
182. Show Me Your Holla
183. Winner Girls
184. Imagine
185. Let’s Show Tonight
186. LOL
187. On Your Side
188. U Know
189. Hotel
190. Money in My Bag
191. Turn Around
192. So Fever
193. Kimi Omoi (君想い)
194. Never Give It Up
195. Dance in the Rain
196. Lippy
197. Mercedes
198. Like It
199. House Party
200. Gimme U
201. You Can Keep Up with Me
202. Piece in the Puzzle
203. Fake Tongue
204. Sometimes Dreams Come True
205. Life So Good!!
206. Walk of My Life
207. Ex Tape
208. Hurricane
209. No One Else but You
210. On and On
211. No Me Without You
212. Shhh!
213. Bridget Song
214. Bring It On
215. Yorokobi no Kakera (喜びのかけら)
216. Stand by You
217. Sukideshite (好きでして)
218. On My Way
219. What’s Up
220. Promise You
221. My Fun
222. W Face
223. Ultraviolet
224. Insane
225. Damn Real
226. Heartless
227. Bassline
228. Bangerang
229. Wicked Girls
230. Lit
231. Hush
232. Never Enough
233. Party
234. Sweetest Taboo
235. Got Me Going’
236. Who
237. Outta My Head
238. All Right
239. Brain
240. It’s My Life
241. Dangerous
242. Watch Out!!: DNA
243. Scream
244. Chances All
245. Aenaku Naru Kurainara (会えなくなるくらいなら)
246. Haircut
247. Guess Who Is Back
248. Hot Hot
249. Kokoro Kara I Love U (心から)
250. Work That
251. Pin Drop
252. Eh Yo
253. Summer Time
254. Do Me
255. Put Your Hands Up!!! (プチョヘンザッ!!!)
256. OMG
257. Strip
258. Get Naked
259. Again
260. K,
261. Merry Go Round
262. Shutout
263. Puff
264. Lucky Star
265. XXKK
266. Alarm
267. I’m Lovin’
268. For…
269. Run
270. Killer Monster
271. Work It!
272. Flicky
273. No One
274. Sing the Truth
275. We’ll Be OK
276. Doo-Bee-Doo-Bop
277. To Be Free

- Cover

1. Saigo no Ame (最後の雨) (original von Yasushi Nakanishi)
2. Yume with You (夢) (original von Toshinobu Kubota)
3. Cutie Honey (キューティーハニー) (original von Yoko Maekawa)
4. Venus (original von Shocking Blue)
5. Tattoo (original von Akina Nakamori)
6. Love Is Over (ラブ・イズ・オーヴァー) (original von Ou Yang Fei Fei)
7. Sweet Memories (original von Seiko Matsuda)
8. Ienai yo (言えないよ) (original von Hiromi Go)
9. 0-ji Mae no Tsunderella (0時前のツンデレラ) (original von Misono)
10. Megumi no Hito (め組のひと) (original von Rats & Star)
11. Be My Baby (original von Complex)
12. Chīsana Koi no Uta (小さな恋のうた) (original von Mongol800)
13. Wine Red no Kokoro (ワインレッドの心) (original von Chitai Anzten)
14. I Love You, Sayonara (original von The Checkers)
15. Swallowtail Butterfly: Ai no Uta (あいのうた) (original von Yen Town Band)
16. Sayonara no Mukougawa (さよならの向こう側) (original von Momoe Yamaguchi)
17. Got to Be Real (original von Cheryl Lynn)
18. Alone (original von Mayo Okamoto)
19. Pink Spider (ピンク スパイダー) (original von Hide with Spread Beaver)
20. Lovely (ラブリー) (original von Kenji Ozawa)
21. Shake Hip! (original von Kome Kome Club)
22. Dō ni mo Tomaranai (どうにもとまらない) (original von Linda Yamamoto)
23. Jōnetsu (情热) (original von UA)
24. Blue Velvet (original von Shizuka Kodō)
25. „Otoko“ (「男」) (original von Ruriko Kubō)
26. Koyoi no Tsuki no You ni (今宵の月のように) (original von Elephant Kashimashi)
27. One More Time, One More Chance (original von Masayoshi Yamazaki)
28. Uta wa Waga Inochi (歌は我が命) (original von Hibari Misora)
29. Engaged (original von TRF)
30. It’s So Delicious (original von Dreams Come True)
31. Wanderin’ Destiny (original von Globe)
32. Livin’ la Vida Loca (original von Ricky Martin)
33. Goldfinger 2019 (original von Hiromi Gō)

- Kollaborationen

1. The Meaning of Peace (mit BoA)
2. Till Morning Comes (mit Verbal)
3. Teaser (mit Clench & Blistah)
4. Every-After-Party (mit Rather Unique)
5. Believe (mit DJ Yutaka)
6. Heat (mit Megaryu)
7. Switch (mit Lisa und Heartsdales)
8. It’s a Small World (mit Heartdales)
9. Just Go (produziert von JHETT)
10. Hot Stuff (mit Km-Markit)
11. Hot Stuff (Tashika Hen Musou Tensei Remix) (mit UZI & Km-Markit)
12. Rainy Day (mit Km-Markit)
13. Super Sonic (mit Daisuke „D.I“ Imai)
14. D.D.D. (mit Soulhead)
15. Candy (mit Mr. Blistah)
16. XXX (mit Soulhead)
17. Kamen (mit Ishii Tatuya)
18. A Whole New World (mit Peabo Bryson)
19. Everybody (mit SMAP)
20. Twinkle (mit Show Luo)
21. Won’t Be Long (mit Exile)
22. Simple & Lovely (mit M-Flo)
23. Freaky (Surtek Collective’s Action Remix) (mit Peter Rap)
24. Last Angel (mit TVXQ)
25. That Ain’t Cool (mit Fergie)
26. Bling Bling Bling (mit AK-69)
27. It’s All Love! (mit Misono)
28. Passing By (mit B.Howard)
29. Make It Bump (mit Far East Movement)
30. Stands Up (mit Clench&Blistah)
31. Poppin’ Love Cocktail (mit Teeda)
32. So Nice (mit Mr. Blistah)
33. V.I.P. (mit T-Pain)
34. Slow (mit Omarion)
35. Loaded (mit Sean Paul)
36. Crank tha Bass (mit OVDS)
37. Cupcake (mit Aklo)
38. Rich & Famous (mit Sean Paul)
39. Ōsaka Tokyo (オーサカトーキョー) (mit Exile Atsushi)

- Übergänge

1. Atomic Energy
2. Intro: Get Down
3. Introduction to the Second Session
4. Introduction: I’ll Be There
5. Interlude: Juicy, Ningyo-hime
6. Outroduction: With Your Smile
7. Introduction
8. Introduction for Kingdom
9. Introduction for Trick
10. 09:00 A.M. (Intro)
11. 12:35 P.M. (Interlude)
12. 04:20 P.M. (Interlude)
13. 12:00 A.M. (Outro)
14. Prologue to Dejavu
15. Interlude to Dejavu
16. Introduction: Sunny Time
17. Interlude: Sunset Time
18. Interlude: Midnight Time
19. Interlude: Time to… Love
20. Introduction: Japonesque
21. Interlude: Japonesque
22. Radio Show Start: Lalalalala
23. Show Time: Is This Trap?
24. Show Time: Touch Down
25. Radio Show End
26. Introduction: Bon Voyage
27. Interlude: Bon Voyage
28. Introduction: Check in
29. Interlude: Secret Room
30. Interlude: Last Night Dream
31. Introduction: Walk of My Life
32. Interlude: Dance
33. Introduction: My Music Is Designed from My DNA

- Englische Lieder

1. Take Back
2. Trust Your Love (Hex Hector Main Radio Mix: English Version)
3. Real Emotion (English Ver.)
4. 1000 no Kotoba (English Ver.)
5. Twinkle (English Version)

## Statistik

### Chartauswertung
|                     | JP     |
| ------------------- | ------ |
| Nummer-eins-Alben   | JP11JP |
| Top-10-Alben        | JP31JP |
| Alben in den Charts | JP45JP |

|                       | JP     |
| --------------------- | ------ |
| Nummer-eins-Singles   | JP9JP  |
| Top-10-Singles        | JP50JP |
| Singles in den Charts | JP61JP |

|                          | JP     |
| ------------------------ | ------ |
| Nummer-eins-Videoalben   | JP8JP  |
| Top-10-Videoalben        | JP23JP |
| Videoalben in den Charts | JP27JP |

### Auszeichnungen für Musikverkäufe
Anmerkung: Auszeichnungen in Ländern aus den Charttabellen bzw. Chartboxen sind in ebendiesen zu finden.
| Land/RegionAuszeichnungen für Musikverkäufe (Land/Region, Auszeichnungen, Verkäufe, Quellen) | Gold       | Platin       | Diamant       | Verkäufe   | Quellen            |
| -------------------------------------------------------------------------------------------- | ---------- | ------------ | ------------- | ---------- | ------------------ |
| Japan (RIAJ)                                                                                 | 54× Gold54 | 80× Platin80 | 12× Diamant12 | 37.400.000 | riaj.or.jp JP2 JP3 |
| Insgesamt                                                                                    | 54× Gold54 | 80× Platin80 | 12× Diamant12 |            |                    |